# M6 Music Black
M6 Music Black est une chaîne de télévision musicale française privée, du Groupe M6, diffusant des clips musicaux de R'n'B et de rap. La chaîne est alors disponible sur le câble, le satellite, la télévision par xDSL et la télévision mobile personnelle. Elle commence sa diffusion le 10 janvier 2005 à 18 heures. Le 16 décembre 2014, le Groupe M6 annonce l'arrêt de M6 Music Club et M6 Music Black le 4 janvier 2015 à minuit, faute de rentabilité économique, mais aussi à cause de la concurrence sérieuse des autres chaînes musicales.

## Histoire de la chaîne
M6 Music Black est lancée le 10 janvier 2005 spécialement pour le bouquet satellite TPS et sur Numericable. Elle est née en même temps que sa consœur M6 Music Rock par la suite devenue M6 Music Club comme une déclinaison de la chaîne musicale M6 Music, pour faire concurrence à MCM qui a créé auparavant deux déclinaisons, MCM Pop et MCM Top, mais aussi à MTV qui elle, a créé trois déclinaisons : MTV Base, MTV Pulse et MTV Idol, diffusée sur les bouquets concurrents Canalsat et Numericable.
Depuis le 4 avril 2012, M6 Music Black ainsi que M6 Music Club, ne sont plus disponibles sur Numericable. La suppression des deux chaînes musicales du Groupe M6 dans les Offres TV de Numericable n'a pas été annoncée.
Depuis le 11 septembre 2013, les chaînes M6 Music sont gratuites sur Canalsat. Depuis cette date, les jingles et programmes ont changé.
M6 Music Black et M6 Music Club ne sont plus diffusés sur la TV d'Orange depuis novembre 2014.
Le 16 décembre 2014, le Groupe M6 annonce la fin des chaînes M6 Music Club et M6 Music Black le 4 janvier 2015 à minuit.

### Identité visuelle (logo)

Logo de M6 Music Black du 10 janvier 2005 au 7 octobre 2009.
Logo de M6 Music Black du 7 octobre 2009 au 4 janvier 2015.

## Anciens programmes

### Musique
- 100%
- Hits
- MixTape
- Shake That

### Divertissements / Magazines
- Events
- Nouveauté

### Programmes disparus
- 3 fois Plus
- Black Gold
- Black New
- Coup de Cœur
- Focus Black
- Hit Black
- Hot Black
- La Famille
- Le blog de Fred Musa
- Le Top
- Le Top Rap
- Live
- Mission Missy
- Parlez-vous Cefran ?
- Quiz
- Ragga Reggae
- Rap
- Rap France
- Rap Star
- Rap US
- R'n'B France
- R'n'B US
- RapLine
- Sexy
- Signé Dario
- SMS Line
- Soul
- Tropikal

### Anciens présentateurs
- Pascal Cefran
- Ophélie Winter
- Olivier Cachin
- Audrey Sarrat
- Ariane Brodier
- Dario
- Fred Musa

## Organisation

### Capital
M6 Music Black est alors détenu à 100 % par le Groupe M6.